# Mexiko-Großmazama

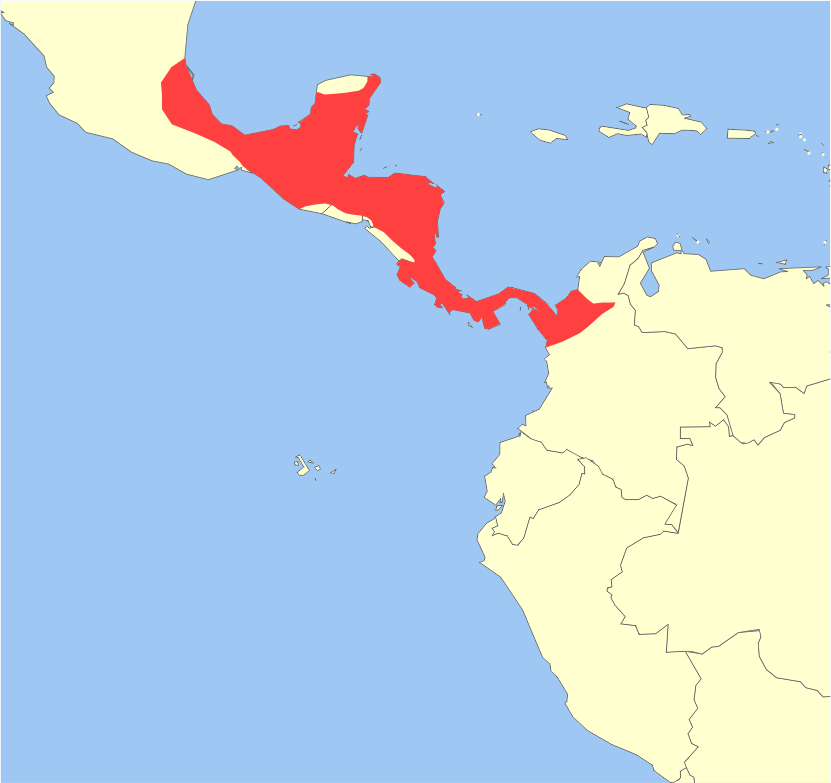
Das Verbreitungsgebiet des Mexiko-Großmazamas nach Angaben der IUCN

Der Mexiko-Großmazama (Mazama temama) ist eine Art aus der Gattung der Spießhirsche, die in Mittelamerika, in Mexiko in den Bundesstaaten Tamaulipas, San Luis Potosí, Veracruz, Oaxaca, Chiapas, Tabasco, Campeche und Quintana Roo sowie im an Panama angrenzenden nordwestlichen Kolumbien vorkommt.

## Merkmale
Der Mexiko-Großmazama ist ein relativ großer Spießhirsch und erreicht eine Kopf-Rumpf-Länge von 80 bis 110 cm, eine Schulterhöhe von 60 bis 70 cm und ein Körpergewicht von 12 bis 32 kg. Der Schwanz hat eine Länge von 10 bis 14 cm. Die Fellfarbe ist auf dem Rücken rotbraun, Kopf, Kehle und Körperseiten sind braun oder rötlich, der Bauch ist weißlich. Die Vorderläufe sind kürzer als die Hinterbeine. Das spießartige, unverzweigte Geweih der Männchen erreicht eine Länge von 5 bis 9,6 cm. Der Mexiko-Großmazama besitzt einen diploiden Chromosomensatz von 2n = 50 (Männchen) bzw. 2n = 49 (Weibchen).

## Lebensraum und Lebensweise
Der Mexiko-Großmazama kommt von Meeresspiegelhöhe bis in Höhen von 2800 Metern vor und bevorzugt als Lebensraum feuchte Primärwälder, wurde jedoch auch schon in Sekundärwäldern gesichtet. Verschiedene Autoren beschreiben die Art als tagaktiv, dämmerungsaktiv oder nachtaktiv. Da sie sehr scheu und vorsichtig ist, wird sie nur selten beobachtet. Die Hirsche sind relativ standorttreue Einzelgänger mit verhältnismäßig kleinen Revieren. Der Mexiko-Großmazama ernährt sich als „Selektierer“ vor allem von Früchten, außerdem werden Samen, Sprossen, Blätter, Ranken und andere Pflanzenbestandteile sowie Getreide und Hülsenfrüchte verzehrt. In Gefahrensituationen verharren sie in den meisten Fällen bewegungslos. Auf der Flucht ist der Mexiko-Großmazama verglichen mit anderen Hirscharten nicht ausdauernd, weswegen er auch verwilderten Haushunden zum Opfer fallen kann. Sie sind jedoch gute Schwimmer und können auch breite Flüsse problemlos durchschwimmen. Männchen und Weibchen begegnen sich nur zur Paarung. Mexiko-Großmazamas haben keine eng begrenzte Fortpflanzungszeit, sondern balzen, paaren sich und gebären während der meisten Monate des Jahres. Nach einer Trächtigkeitsdauer von etwa 225 Tagen wird meist ein einzelnes, bei der Geburt 0,5 bis 1,4 kg schweres Jungtier geboren. Es wurden auch Zwillingsgeburten dokumentiert. Das Jungtier bleibt ca. ein Jahr beim Muttertier. Ein in menschlicher Obhut gehaltenes Exemplar wurde 14 Jahre alt.

## Systematik
Der Mexiko-Großmazama wurde 1792 durch den schottischer Zoologen Robert Kerr als Cervus temama erstmals beschrieben. Das Art-Epitheton temama wurde von „temamacame“ abgeleitet, einem Namen, mit dem der spanische Entdecker und Naturforscher F. Hernández im Jahr 1657 ein mittelamerikanisches Tier bezeichnete. Heute gehört der Mexiko-Großmazama zur Gattung der Spießhirsche (Mazama), deren Taxonomie sehr problematisch ist und die aus mehrere Kladen besteht, die teilweise mit anderen Gattungen näher verwandt sind als untereinander. Innerhalb der Gattung Mazama gehört der Mexiko-Großmazama jedoch zur gleichen Klade wie der Großmazama (Mazama americana), die Typusart der Gattung.
Im Handbook of the Mammals of the World werden drei Unterarten unterschieden:
- Mazama temama temama (Kerr, 1792), Mexiko.
- Mazama temama cerasina Hollister, 1914, Panama und nordwestliches Kolumbien.
- Mazama temama reperticia Goldmann, 1913, Guatemala und Belize bis Costa Rica.

## Gefährdung
Über eine mögliche Gefährdung des Mexiko-Großmazamas kann die IUCN keine näheren Angaben machen, da zu wenig Daten vorliegen. Wie bei anderen süd- und mittelamerikanischen Hirscharten stellen der Verlust von Lebensräumen durch die immer stärker werdende Entwaldung sowie die Bejagung die größten Gefahren für die Art dar.